# Sonate pour piano no 1 de Boulez
Pour les articles homonymes, voir Sonate pour piano no 1.
La Sonate no 1 pour piano est la première des trois sonates pour clavier de Pierre Boulez. Composée en 1946 et créée par Yvette Grimaud, elle s'inscrit dans l'héritage de Schönberg tout en actualisant le langage dodécaphonique. Elle est en deux mouvements.

## Structure
1. le style dramatique est partagé entre discours harmonique sur un tempo lent et brusques déflagrations sonores crescendo et sforzando entrecoupé de silences qui rappellent Webern. Comme une forme sonate classique, le mouvement contient effectivement deux thèmes identifiables, avec leurs réexpositions. Le premier  consiste en quatre motifs qui parcourent tous les registres du piano, il se termine par une chute brutale vers le grave. Ces quatre motifs sont ainsi répétés et variés. Le second thème est marqué par une écriture très régulière en croches.
2. « une sorte de toccata implacable » (Antoine Goléa) qui réinvente l'approche des groupes d'intervalles suivant le principe de la variation et du renouvellement constant.

- Durée d'exécution : environ dix minutes.